# ТЕС Moerdijk
ТЕС Moerdijk — теплова електростанція у Нідерландах, споруджена за технологією комбінованого парогазового циклу.
Перший блок станції, розташованої поблизу міста Мурдейк у провінції Північний Брабант, ввели в експлуатацію у 1997 році. Він обладнаний трьома газовими турбінами компанії Siemens V63.A потужністю по 59 МВт та однією паровою потужністю 180 МВт. Котел-утилізатор додатково до утилізації тепла після газових турбін приймає пару від розташованого поряд сміттєспалювального заводу. При цьому, окрім виробництва електроенергії, він постачає місцевим промисловим підприємствам до 200 тон пари на годину (в тому числі 150 тон для нафтохімічного майданчика компанії Shell, де зокрема діє установка парового крекінгу) Можливо відзначити, що у 2015 році власник сміттєспалювального заводу замовив парову турбіну електричною потужністю 120 МВт, маючи наміри розпочати самостійне використання своєї пари.
Блок Moerdijk-2, введений в експлуатацію у 2012 році, оснащений турбінами компанії General Electric: газовою 9001FB потужністю 280 МВт та паровою потужністю 150 МВт. Його паливна ефективність становить 58 %.
Як і інші газові ТЕС Нідерландів, Moerdijk-2 в середині 2010-х років мала проблеми з навантаженням та періодично була вимушена припиняти роботу.